# Стртеник
Стртеник (словен. Strtenik) — поселення в общині Словенське Коніце, Савинський регіон, Словенія. Висота над рівнем моря: 370,3 м.